# 줄리아나 길
줄리애나 길(Julianna Guill, 1987년 7월 7일 ~ )는 미국의 배우이다.
윈스턴세일럼에서 태어났다.

## 출연 작품
- 배드 나이트 (2015년)
- 크리스마스 이브 (2015, Christmas Eve) - 앤 역
- 알렉스 오브 베니스 (2014년)
- 마인 게임 (2012년) - 클레어 역
- 유령 (2012년) - 리디아 역
- 크레이지, 스투피드, 러브 (2011년) - 매디슨 역
- 코스타리칸 썸머 (2010년)
- 마이 슈퍼 사이코 스윗 16: 파트 2 (2010년)
- 클로징 타임 (2010년)
- 글로리 데이즈(영어판) (2010년) - 크리스티 드윗 역
- 앨티튜드 (2010년) - 멜 역
- 섹스 후, 5일간의 여행 (2010년) - 바네사 역
- 로드 트립 2 (2009년)
- 마이 슈퍼 사이코 스윗 16 (2009년)
- 파이어드 업! (2009년)
- 13일의 금요일 (2009년) - 브리 역
- 우드로우 윌슨 (2005년)

### 텔레비전
- 원 트리 힐 (2004-05)
- 90210 (2009-10)